# 帕克帕坦县

所在位置

帕克帕坦县(乌尔都语: ضلع پاکپتن)，巴基斯坦旁遮普省的一个县，位于该省东部。该省总人口1,286,680（1998），14%居住于市区。

## 行政区划
帕克帕坦县辖有2个乡。